# Kali chromat
Kali Chromiat là hợp chất vô cơ với công thức hóa học K2CrO4. Chất rắn màu vàng này là muối kali của anion chromat. Đây là một hóa chất thông thường trong phòng thí nghiệm, trong khi đó natri chromat là một hợp chất quan trọng trong công nghiệp. Kali chromat là tác nhân gây ung thư nhóm 2 vì nó chứa chromi hóa trị 6.

## Cấu trúc
Kali chromat có hai dạng cấu trúc tinh thể được biết đến, cả hai đều tương tự với cấu trúc tinh thể của kali sunfat. Cấu trúc hình hộp chữ nhật của β-K2CrO4 là dạng phổ thông, nhưng nó chuyển thành cấu trúc dạng α ở nhiệt độ trên 66 °C. Những cấu trúc này rất phức tạp, mặc dù muối sunfat có cấu trúc hình học tứ diện điển hình.

Cấu trúc của β-K2CrO4.
Khoảng cách vật lý trong cấu trúc nội phân tử của cation K+.
Vị trí của anion CrO42− trong tâm tứ diện của β-K2CrO4.

## Sản xuất và các phản ứng
Chất này được điều chế bằng phản ứng giữa kali dichromat với kali hydroxide.
Trong dung dịch, hoạt tính của kali và natri chromat tương tự nhau. Khi phản ứng với chì(II) nitrat, nó cho kết tủa màu vàng và hợp chất chì(II) chromat.

## Ứng dụng
Không giống như muối natri chromat ít tốn kém hơn, muối kali chủ yếu được sử dụng cho công việc trong phòng thí nghiệm trong trường hợp đòi hỏi phải có muối khan. Nó là một chất oxy hóa trong tổng hợp hữu cơ. Nó được sử dụng như trong phân tích vô cơ định tính, ví dụ: như là một phép kiểm tra dùng màu cho các ion bạc. Nó cũng được sử dụng như là một chỉ thị cho phương pháp chuẩn độ kết tủa với bạc nitrat và natri chloride (chúng có thể được sử dụng như là tiêu chuẩn cũng như dung dịch chuẩn cho nhau) khi kali chromat chuyển sang màu đỏ nâu với sự hiện diện của ion bạc dư thừa.

## Xuất hiện trong tự nhiên
Tarapacaite là dạng khoáng chất tự nhiên của kali chromat. Nó rất hiếm khi xuất hiện trong tự nhiên và đến nay chỉ được biết đến tại một vài nơi trên sa mạc Atacama.

## An toàn
Kali  chromat là một tác nhân gây ung thư và là một chất oxy hóa mạnh.